# Minneapolis and St. Louis Railway
La Minneapolis and St. Louis Railway (M&StL) (sigla AAR: MSTL) era una società ferroviaria statunitense che costruì e gestì linee da Minneapolis, Minnesota, ad ovest e a sud. È esistita per novant'anni, dal 1870 al 1960.
Il suo percorso più importante era da Minneapolis a Peoria; un secondo percorso ad ovest collegava Minneapolis al Dakota del Sud e un terzo percorso in direzione sud collegava Minneapolis a varie aree dell'Iowa nord-orientale e del Minnesota sud-orientale. Poiché la maggioranza delle linee M&StL avevano un traffico relativamente leggero, la posizione finanziaria della società era spesso precaria. La MSTL, sotto la protezione dal fallimento, continuò la sua attività dal 1923 al 1943. Fu acquistata dalla Chicago and North Western Railway nel 1960 e molte delle sue vecchie linee furono chiuse.

## Storia

### Le origini
La M&StL fu creata il 26 maggio 1870 da un gruppo di investitori del Minnesota per collegare Minneapolis alle regioni agricole del sud. La linea principale collegava le Twin Cities (Minneapolis e Saint Paul) nell'Iowa a sud e poi a Peoria, nell'Illinois, ad est. La città di Mason City, a nord dell'Iowa, divenne un importante centro per il traffico aziendale. Questa era l'attrazione principale della M&StL, che consentì di trasportare le merci nell'Illinois evitando l'incrocio ferroviario a Chicago. Linee secondarie si svilupparono nel Minnesota meridionale e nell'Iowa settentrionale. Una seconda linea principale fu costruita nel Dakota del Sud orientale.
Poiché la maggior parte delle linee della rete avevano un traffico relativamente leggero, la situazione finanziaria della società era spesso precaria.

### Il controllo della Rock Island
Negli anni 1880, la M&StL sperimentò il suo primo giro e lasciò il controllo alla Chicago, Rock Island and Pacific Railroad (CRI&P o Rock Island). La Rock Island affidò l'operazione del distretto occidentale della sua filiale Wisconsin, Minnesota & Pacific alla M&StL nel 1889. Questo distretto occidentale collegava Morton, Minnesota, a Watertown. È interessante notare che il distretto orientale della Wisconsin, Minnesota & Pacific che collegava Mankato a Red Wing e non fu mai connesso al distretto occidentale, sarebbe stato acquistato dalla Chicago Great Western Railway. Quando la riparazione legale giunse alla fine alla metà degli anni 1890, la M&StL acquistò il distretto occidentale della WM&P alla Rock Island, estendendolo da Morton a Minneapolis, collegando le sue linee principali ad ovest e ad est ad Hopkins. La rete ha ora una continuità.
Nel frattempo, la M&StL acquistò la Iowa Central Railway (creata nel 1866) nel 1901. Nel 1916, la rete riorganizzata permise alla M&StL di diventare stabile, assorbendo altre piccole ferrovie.

### 20 anni di bancarotta
Tuttavia, nei primi anni 1920, la rete, che non aveva traffico sufficiente, ha ancora riscontrato problemi finanziari. Nel 1923, venne messa in liquidazione. Lucian Sprague assunse la sua carica nel 1935. Ha modernizzato l'azienda vendendo la vecchia attrezzatura ai rivenditori di rottami e acquistando materiali semplificati. Questo la rendeva più efficiente. Nel 1942, Sprague divenne presidente e orchestrò la riorganizzazione dell'azienda. Gli sforzi sono stati incoronati con successo, e nel 1943, la M&StL finalmente uscì dalla bancarotta. Questo ricorso legale, durato 20 anni e 6 mesi, era stato uno dei più lunghi nella storia dell'industria ferroviaria degli Stati Uniti. Sprague rimase presidente fino al 1954, quando fu poi estromesso da questa posizione dopo una drammatica battaglia del mercato azionario orchestrato da Benjamin W. Heineman.

### Heineman e la C&NW
Heineman, a nome della M&StL, organizzò l'acquisizione della Minnesota Western Railroad, che era il successore della famosa Luce Line Railroad nel Minnesota centrale.
Nel 1956, Heineman lasciò la M&StL per assumere la presidenza della Chicago and North Western Railway (C&NW). Egli organizzò per la C&NW l'acquisizione della Minneapolis & St. Louis il 1º novembre 1960. Questa piccola azienda fu rapidamente integrata. Laddove possibile, i convogli lunghi della M&StL furono trasferiti alle linee della C&NW; grandi sezioni della M&StL furono chiuse negli anni 1960 e 1970. 

### Le vestigi della vecchia rete
Oggi, solo alcune piccole porzioni della vecchia M&StL rimangono intatte e in uso.
La Minnesota Valley Regional Railroad Authority possiede l'ex linea della M&StL che collega Norwood / Young America a Hanley Falls; questa sezione è gestita dalla Twin Cities & Western, una filiale della Minnesota Prairie Line.
La Union Pacific Railroad opera la porzione tra Merriam Junction (a sud di Shakopee) e Montgomery. D'altra parte, la porzione Chaska Industrial Lead che collegava Merriam Junction al centro di Chaska fu chiusa dalla UP dopo la distruzione di un ponticello a causa delle inondazioni del fiume Minnesota nella primavera del 2007. Alcune porzioni nel nord dell'Iowa sono ancora gestite dalla UP: tra Estherville e Emmetsburg, tra Mallard e Grand Junction, tra Mason City e il Minnesota del nord, tra Mason City e Harley a sud, e tra Marshalltown ed Eddyville.
La Canadian National Railway opera nell'Iowa, la sezione tra Ackley e Geneva.